# Nkondi

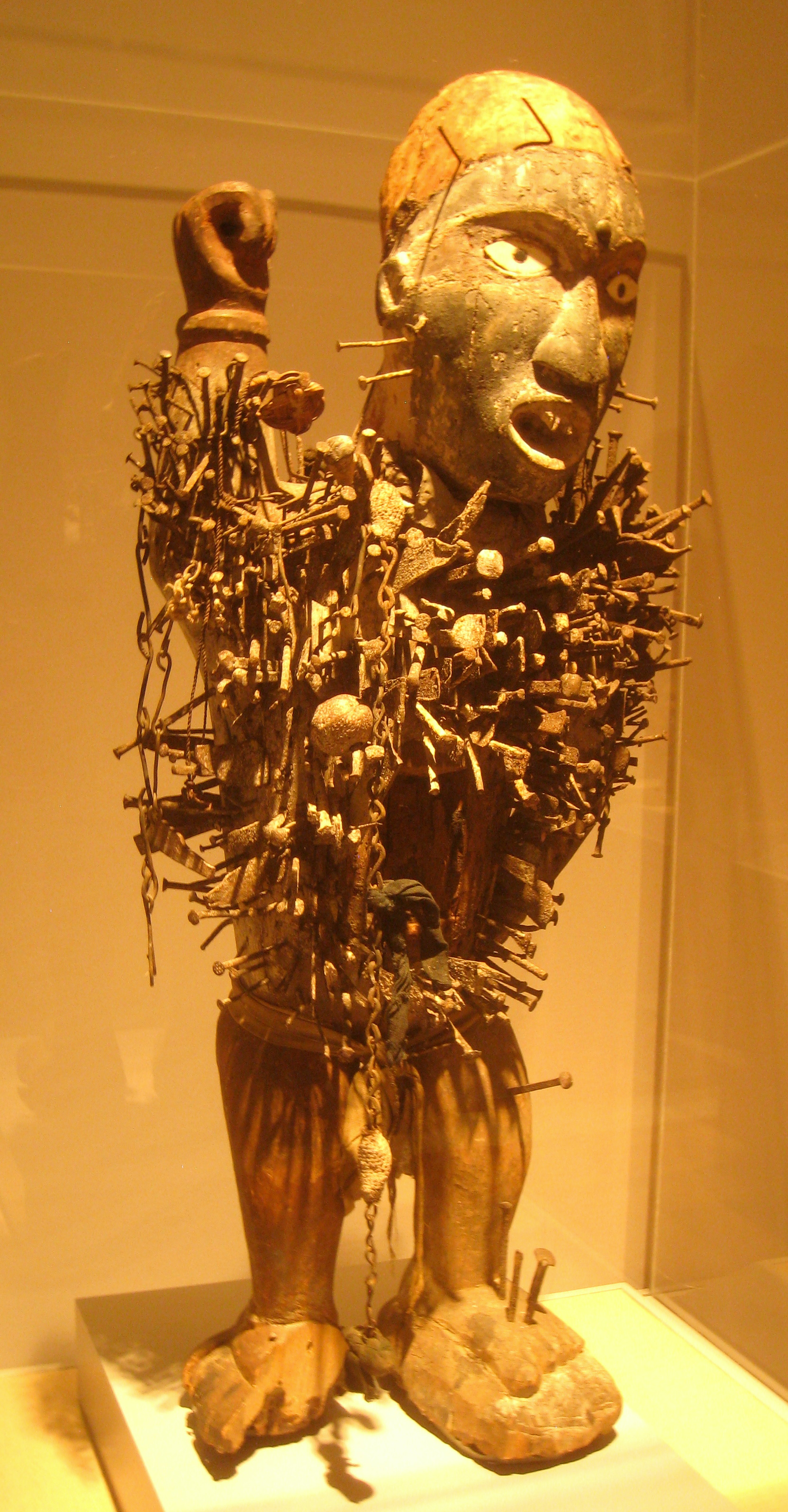
Nkisi nkondi, Congo, cap als 1880-1920

Els nkondi (amb altres variants com minkondi, zinkondi o ninkondi) són ídols místics creats pel poble kongo (conca del Congo). Els nkondi són una subclasse de nkisi considerats agressius. El nom nkondi deriva del verb konda, que significa 'caçar', i nkondi, per tant, significa 'caçador', perquè poden caçar i atacar malfactors, bruixots o enemics.

## Funcions

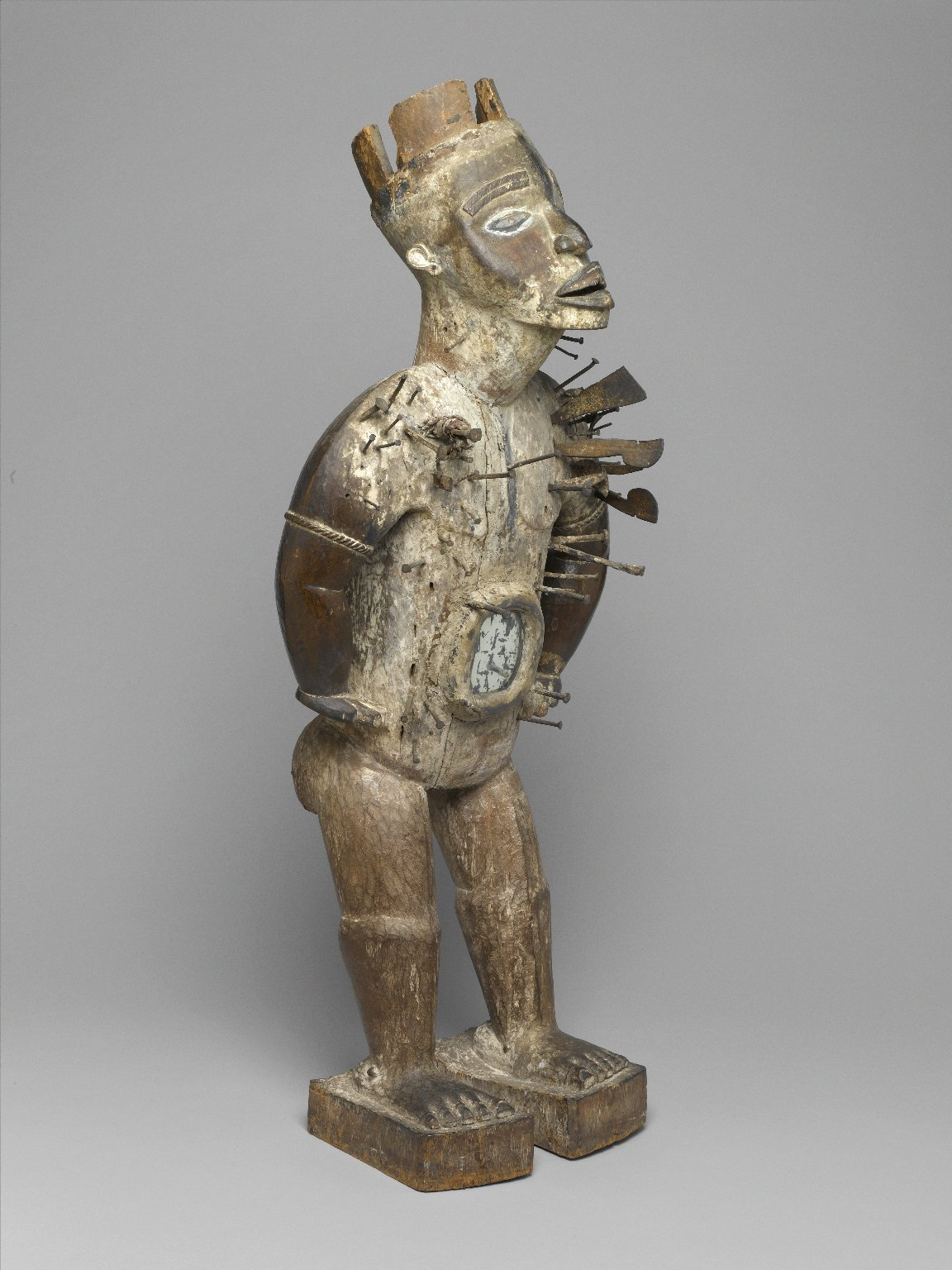
Nkisi nkondi, Museu de Brooklyn

La funció principal d'un nkondi és ser el receptacle d'un esperit capaç de projectar-se i viatjar des de la seua base, rastrejar i fer mal als altres. Molts nkondi s'utilitzen per a afirmar la lleialtat o per protegir pobles i altres llocs de la bruixeria o dels malfactors. Per això, tenen el poder de repel·lir el perill i les lesions i de llançar encanteris.
Això s'aconsegueix incorporant el poder espiritual del minkisi o nkisi en el nkondi.
El mot nkondi té vincles amb les creences kongo sobre la bruixeria, que arrelen en la creença que els humans poden captar forces espirituals per a infligir danys als altres maleint-los o causant-los desgràcies, accidents o malalties mentals o d'una altra mena.
Una expressió que s'utilitza sovint per a clavar claus a un nkondi és "koma nloka" (lligar o martellejar una maledicció); prové de dues antigues arrels bantús "com-", que inclou el martelleig en el seu camp semàntic i "-gos-", que implica bruixeria i maledicció.
Kindoki, ndotchi, derivats de la mateixa arrel, es relacionen amb la bruixeria o les malediccions contra els altres, i es refereixen a qualsevol acció destinada a incitar els esperits a fer mal als altres. Si s'exerceix en privat per motius propis, l'ús d'aquest poder es classifica com a bruixeria, però si aquest poder l'utilitza públicament un poble, una tribu, dirigents polítics o com a mesura de protecció envers persones innocents, aleshores no es considera bruixeria.
En Recapitulació del catecisme del 1624, que probablement reflecteix el llenguatge cristià que es remunta al Catecisme antic del 1557, el verb koma es va traduir per 'crucificar'.

## Història
Per la seua naturalesa agressiva, molts nkondi estan esculpits en forma humana, amb les mans col·locades als malucs o alçades, a vegades armats. L'aspecte espantós evoca, així, els càstigs que afectarien els perjurs.
La primera representació d'un nkisi en aquesta postura es veu a l'escut d'armes del Regne del Congo, dissenyat al voltant del 1512 i il·lustrat entre els 1528 i 1541, en què una "estàtua" trencada es representa amb aquest gest a la base de l'escut. Els minkisi clavats no es descriuen en la literatura deixada pels missioners europeus o altres persones dels segles XVI al XIX.
Wyatt MacGaffey, citant l'obra del missioner caputxí Luca da Caltanisetta a la fi del segle XVII, i assenyala que en el seu temps, els nganga (sacerdots fetitxes) a vegades feien lluitar els minkisi entre ells, i això potser era un mètode per activar-los. Segons Wyatt MacGaffey, més tard l'ús de claus donarà nom a aquest tipus d'objectes rituals, d'ací el nom "estàtua de claus" (com a metàfora).
Altres estudiosos creuen que els missioners portuguesos dugueren imatges de Crist crucificat i del màrtir sant Sebastià als pobles de l'Àfrica central. Aquests experts creuen que aquesta iconografia pot haver influït en la tradició dels nkisi. MacGaffey, per la seua banda, s'oposa a aquesta interpretació, i argumenta que la idea de clavar un cos està vinculada a tants altres conceptes que constitueix un simple malentés de l'ensenyament missioner.
Les estatuetes d'ungles nkondi es fan com a mínim des del 1864, quan el comodor britànic A. P. Eardley Wilmont les va adquirir mentre reprimia la pirateria Solongo (Soyo) a la desembocadura del Congo, una peça que fou reproduïda en una pintura contemporània i que ara es troba al Royal Geographical Institute de Londres.
Una altra descripció i il·lustració primerenca d'un nkondi de claus (anomenat mabiala mu ndemba, i descrit com un "detector de lladres") es troba en les notes de l'expedició alemanya a Loango del 1873-76, de manera que en aquell moment la pràctica de clavar les estatuetes ja existia.

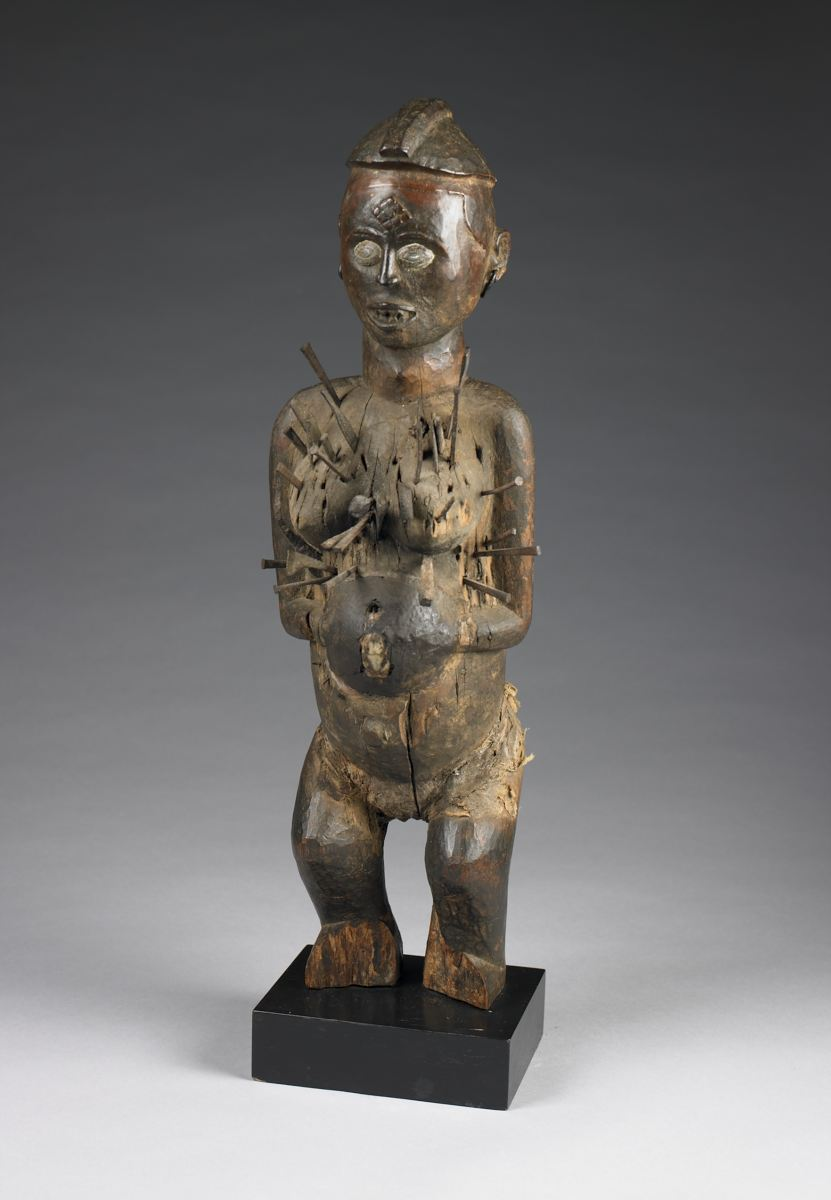
Figura femenina nkisi nkonde, Museu d'Art de Birmingham

## Fabricació

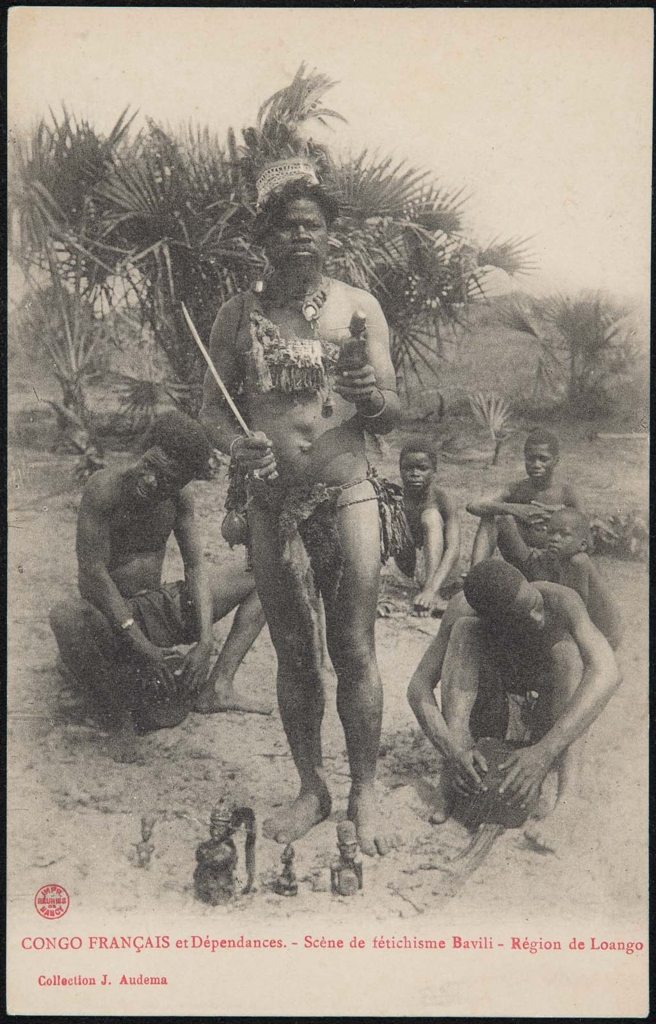
Congo "francés". Escena fetitxista de Bavili, Loango

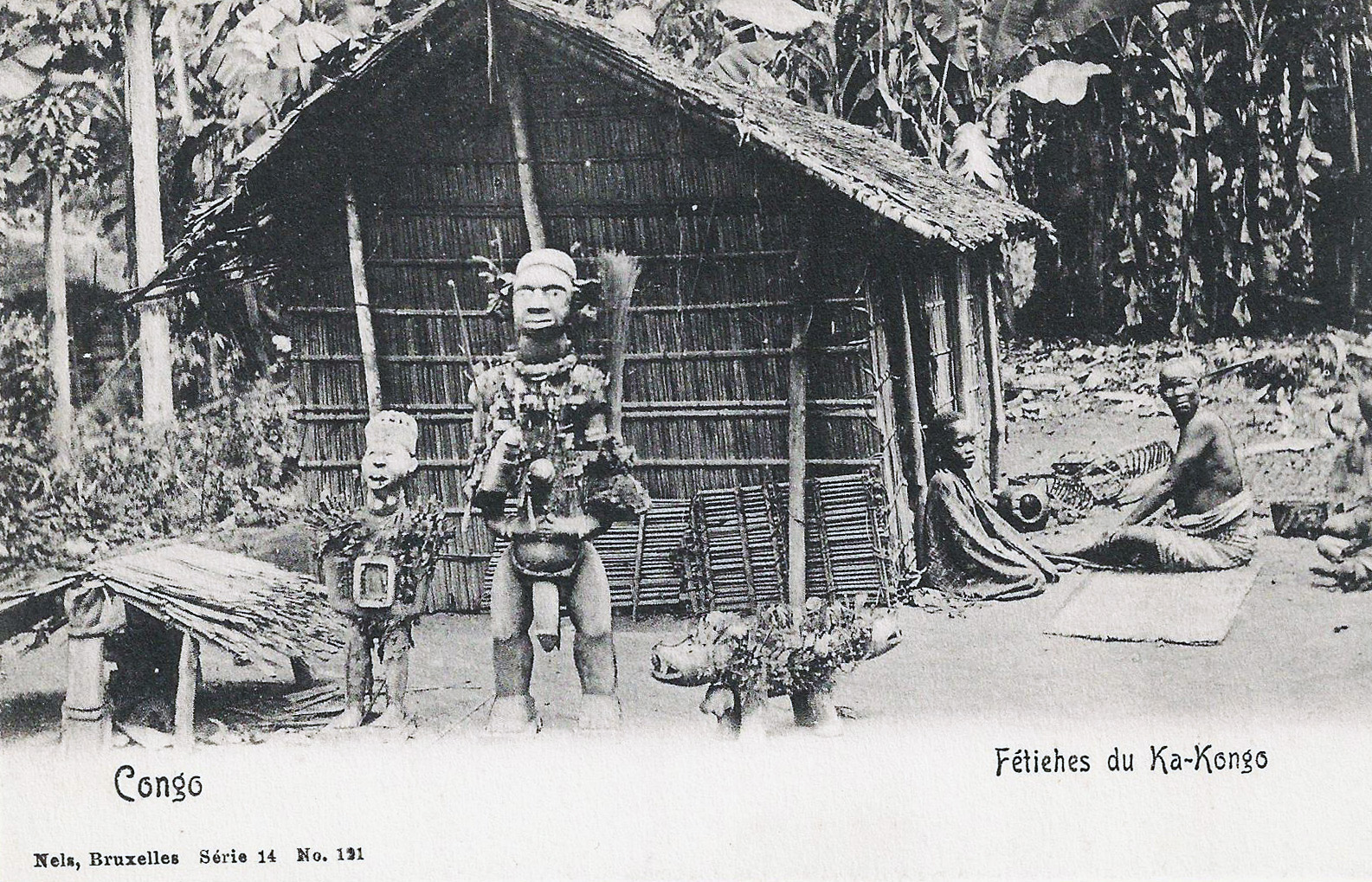
Fetitxes de Kakongo

Les estatuetes nkondi, com altres minkisi, els fan especialistes religiosos, anomenats nganga (singanga o banganga en plural).
Per a aquests creadors, el món físic és una continuïtat en què la vida és sols una part d'un Tot. La figura nkondi serveix de pont entre el món dels vius i el dels avantpassats, entre el món real i el simbòlic. Mitjancers obligatoris entre les persones i les divinitats sobrenaturals, entre la comunitat i l'esperit dels avantpassats, les màscares, les figures i els fetitxes són, sobretot, símbols carregats de significats magicoreligiosos.
El nganga recull materials, anomenats nlongo (plural bilongo o milongo), que, una volta reunits, esdevindran la llar d'un esperit. Aquests materials sovint són figures humanes o animals de fusta tallada en què es col·loquen els altres bilongo. Llavors, l'esperit posseeix el nganga o col·loca el nkondi complet en un cementeri o un altre indret freqüentat per esperits (santuaris, tchibila o bibila en plural).
Una vegada carregat, el nkondi es pot donar a qui l'ha encarregat. Segons els testimonis del poble kongo de principis del segle XX, la gent clava claus o fulles de metall a l'estàtua com a part d'una sol·licitud d'ajut, curació o testimoni, contractes i promeses de donacions. Cada clau és, doncs, el testimoni d'una disputa per a la resolució de la qual s'evoca el poder màgic de l'objecte.
L'objectiu de clavar l'estatueta és "despertar", i a vegades "exacerbar" el nkisi sobre la tasca que ha de fer.
Les estatuetes nkondi es poden fer de moltes formes, com ara en forma d'olles o calders. Això s'ha descrit i a vegades il·lustrat en textos kikongo de començament del segle XX. Els que utilitzaven formes humanes (kiteke) solien ser clavats més sovint. Per tant, atragueren l'atenció dels col·leccionistes i són més coneguts hui.
Les formes humanoides van des d'objectes menuts fins a objectes de mida real, i contenen bilongo (singular longo; traduït com a 'medicaments'), normalment amagats per espills adherits a la resina. Els nkondi de fusta sovint es tallaven amb forats oberts al cos per a allotjar aquestes substàncies. El lloc més comú per a col·locar-les era a la panxa, tot i que aquestes bosses també es col·locaven sovint al cap o en butxaques que li envoltaven el coll.
En la majoria d'estàtues nkondi, els ulls i les bosses de medicaments eren de vidre o espills reflectants, utilitzats per a l'endevinació.
Aquestes figuretes, en segellar aliances, pactes i conciliacions dins la comunitat, deuen el seu poder a la càrrega màgica tancada al reliquiari de l'espill.
La superfície reflectant permetia al nkisi veure el món espiritual per a espiar les seues preses. Algunes figures nkondi estaven adornades amb plomes. Això va unit al concepte d'"éssers de dalt o superiors", que els relaciona amb les aus rapinyaires.
La creació i l'ús de les estatuetes nkondi també fou un component molt important del seu èxit. Els banganga sovint componen les figuretes nkondi lluny del poble. Es pensa que el poble és la imatge del cos humà. La idea que els voltants i les entrades havien d'estar protegits dels mals esperits afectava tant el cos humà com el poble.
Quan es compon el minkisi, la nganga se sol aïllar en un indret amagat, lluny de la resta del poble. Quan el nkisi ja s'ha construït i la nganga ha aprés a utilitzar-lo correctament amb les cançons corresponents, torna al poble, amb el cos cobert de pintura ritual i comportant-se d'una manera rara, com si estigués habitat per l'esperit de Nkisi.
Aquesta estranya actitud il·lustra el retorn dels nganga al món dels vius. Abans d'utilitzar el nkondi, el nganga recita invocacions específiques per a despertar el nkondi i activar-ne els poders. Durant les seues actuacions, els banganga sovint es pintaven. Els cercles blancs al voltant dels ulls els permetien veure més enllà del món físic i veure les fonts ocultes del mal i la malaltia. Es pintaven franges blanques sobre la pell dels participants en la cerimònia. Molt sovint, el nganga anava vestit de la mateixa manera que el seu nkondi. Els banganga generalment portaven roba que els diferenciava de la gent. Duien ornaments (collarets, braçalets, tocats, etc.) i es posaven nusos a la roba. Cada nus era un mitjà per a bloquejar o segellar les forces espirituals.

## Elsnkondien la diàspora esclavista
L'espiritualitat, els conceptes i les tradicions religioses del Congo les van preservar els afroamericans en el tràfic d'esclaus atlàntic. Moltes religions de la diàspora africana a Amèrica, incloent-hi el Lucumi i el Palo Mayombe, incorporen aquestes tradicions i costums. Robert Farris Thompson, un historiador d'art estatunidenc, ha estudiat les influències del Congo en la població africana d'Amèrica.

## Elsnkondien l'art contemporani
Els col·leccionistes d'art europeus es van interessar pels nkondi, especialment pels que tenen claus, quan van ser reportats en les publicacions de l'expedició alemanya de Loango, que se n'emportà molts a Europa. Robert Visser, un comerciant i diplomàtic alemany, també va recollir-ne molts exemples per a museus alemanys, especialment a Berlín i Stuttgart. Molts els compraren, o confiscaren o els retiraren les autoritats colonials, i sovint van acabar en museus, però molts altres també formen part de col·leccions privades.
Alguns artistes han treballat amb el concepte i la imatgeria visual del nkondi per a produir noves obres inspirades en aquest art. El Fetitxe núm. 2 de l'artista afroamericana Renee Stout, exposat per primera vegada el 1988, n'és potser el més famós. L'obra és una estàtua de mida real feta a partir del cos de l'artista, amb ulls de vidre i algunes ungles que recorden els nkondi. L'obra de Stout fou exposada al Museu d'Art Africà de la Smithsonian Institution, que hi mostrà algunes peces nkisi, amb comentaris de l'antropòleg Wyatt MacGaffey.
En la seua composició de tècniques mixtes Intertexualitat Vol. 1, l'artista afroamericana Stephanie Dinkins feu servir la figura humana del nkondi, però hi inclogué els claus, i l'espill el substituí per una pantalla de vídeo que mostrava una presentació de tres minuts, en una exposició titulada Voodoo Show: Kongo Crioll, del 1997.
En la seua obra Desplaçament (estrenada a Cuba i als Estats Units, els 1998-1999), l'artista cubana Tania Bruguera duia un vestit especial dissenyat per a semblar-se a un nkondi amb taques, a la recerca dels que no havien complert les seues promeses. També interpretà aquesta peça en l'exposició "Mons transfigurats" (28 de gener a l'11 d'abril del 2010) al Museu d'Art Neuberger de Nova York.
L'artista afroamericana Kara Walker va presentar dues figures nkondi (2001) en Enigma infinit, una aventura africana anònima, que s'ha exposat diverses vegades. En la seua mostra al Metropolitan Museum of Art del 2006, Kara Walker també va fer servir un nkisi com a motiu central de l'exposició Kara Walker al MET: després de la inundació.
L'artista afroamericà Dread Scott (Scott Tyler) presentà una nina africana com a nkondi, amb pilotes que feien de claus, a Aljira, un centre d'art contemporani (Newark, Nova Jersey), als anys 2006-2007, a l'exposició de tres artistes "Però jo era guai" (But I Was Cool).
En les escultures multimèdia Techno-Kisi I i Techno-Kisi II de l'afroamericana Karen Seneferu, ambdues basades en un nkondi amb ungles arredonides, l'artista hi incorporà elements de la tecnologia de la comunicació actual, com ara presentacions de diapositives o iPod per a substituir els ulls i la panxa, tradicionalment farcits amb espills. L'obra li fou encarregada pel Museu Afroamericà de Califòrnia i també s'exposà al Centre Cultural Skirball el 2010.
L'artista sud-africà Michael MacGarry presentà "escultures d'ivori que feien referència a talles de nkondi, així com a les conseqüències catastròfiques de la guerra" en l'exposició Contested Terrain a la Tate Britain de Londres l'agost del 2011.
A l'exposició individual del 2014 AniMystikAktivist a la Galeria Goodman de Ciutat del Cap (13 de desembre del 2014 - 17 de gener del 2015), l'artista sud-africà Andrew Lamprecht presentà una figura nkondi en una forma moderna i cridà l'atenció sobre els possibles orígens cristians del Regne del Congo en la seua forma.

En una exposició del 2017, La Biblioteca del Profeta, l'artista afroamericà Wesley Clark presentà Fet per un mateix, una interpretació nkondi de la bandera americana. Per a Clark, la seua obra promou la reconciliació entre l'espiritualitat i les tradicions hereves de la diàspora africana i la injustícia viscuda pel poble afroamericà. 

Nkisi Kongo
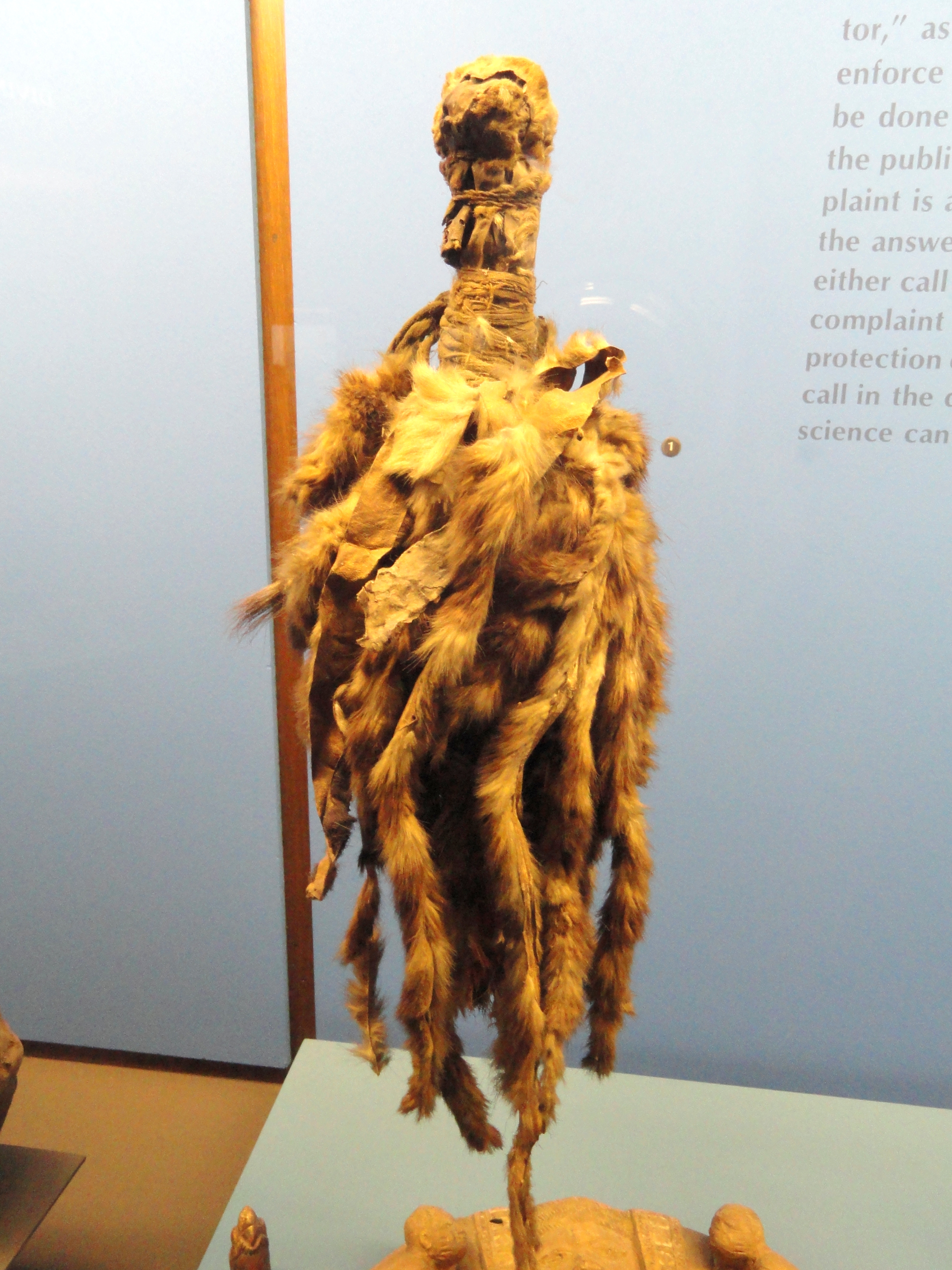
Vareta de bruixot, Museu Americà d'Història Natural
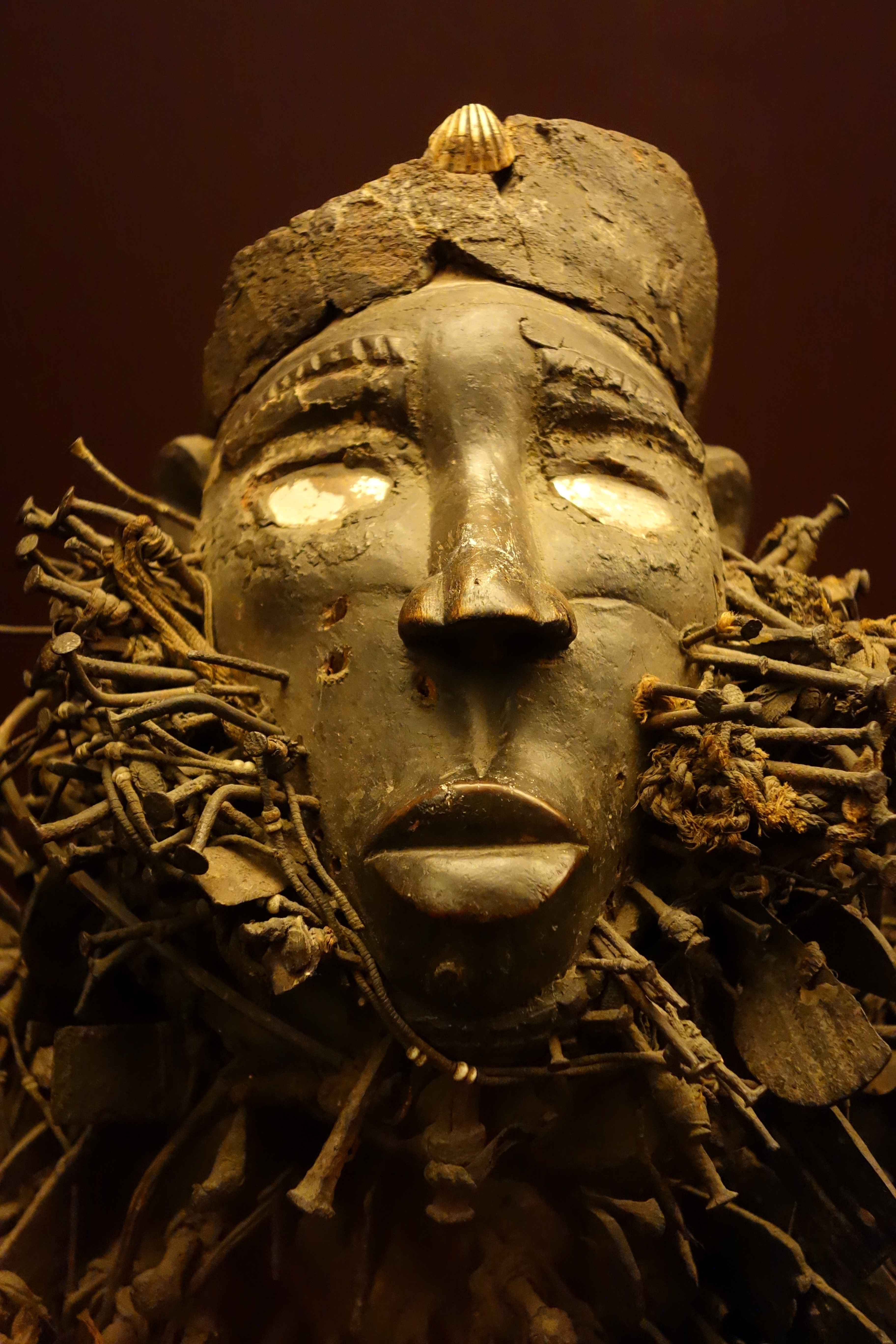
Estàtua de Nkisi Nkondi, Mayombe, Baix Congo Museu Reial d'Àfrica Central)
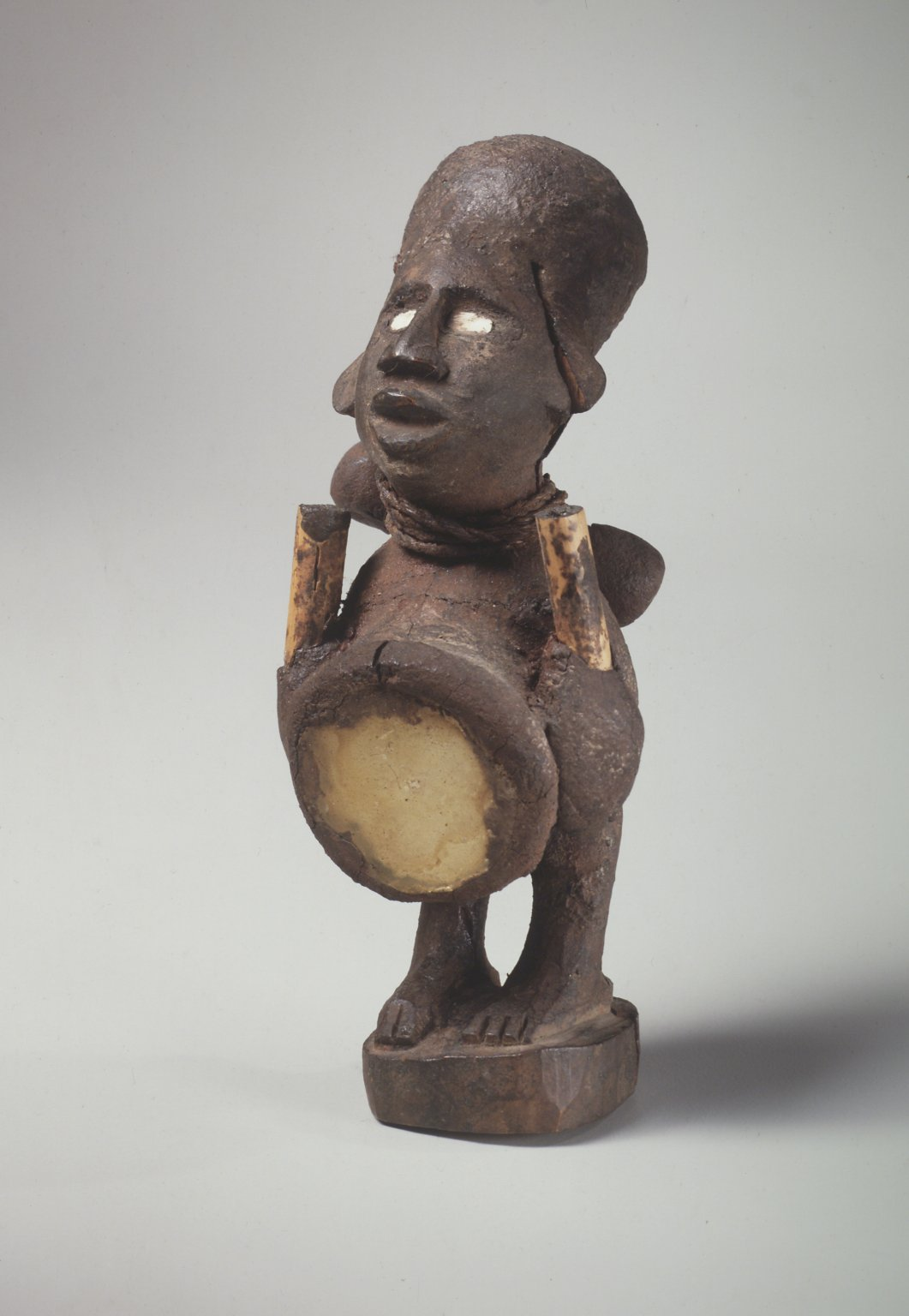
Nkisi (Museu de Brooklyn)
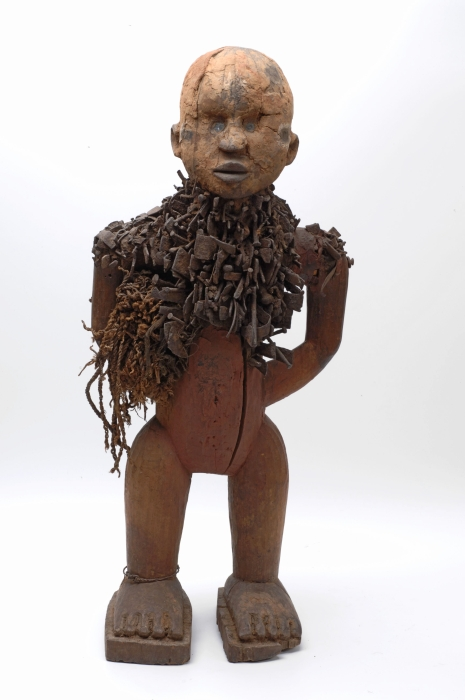
Nkisi Nkondi (Tropenmuseum)
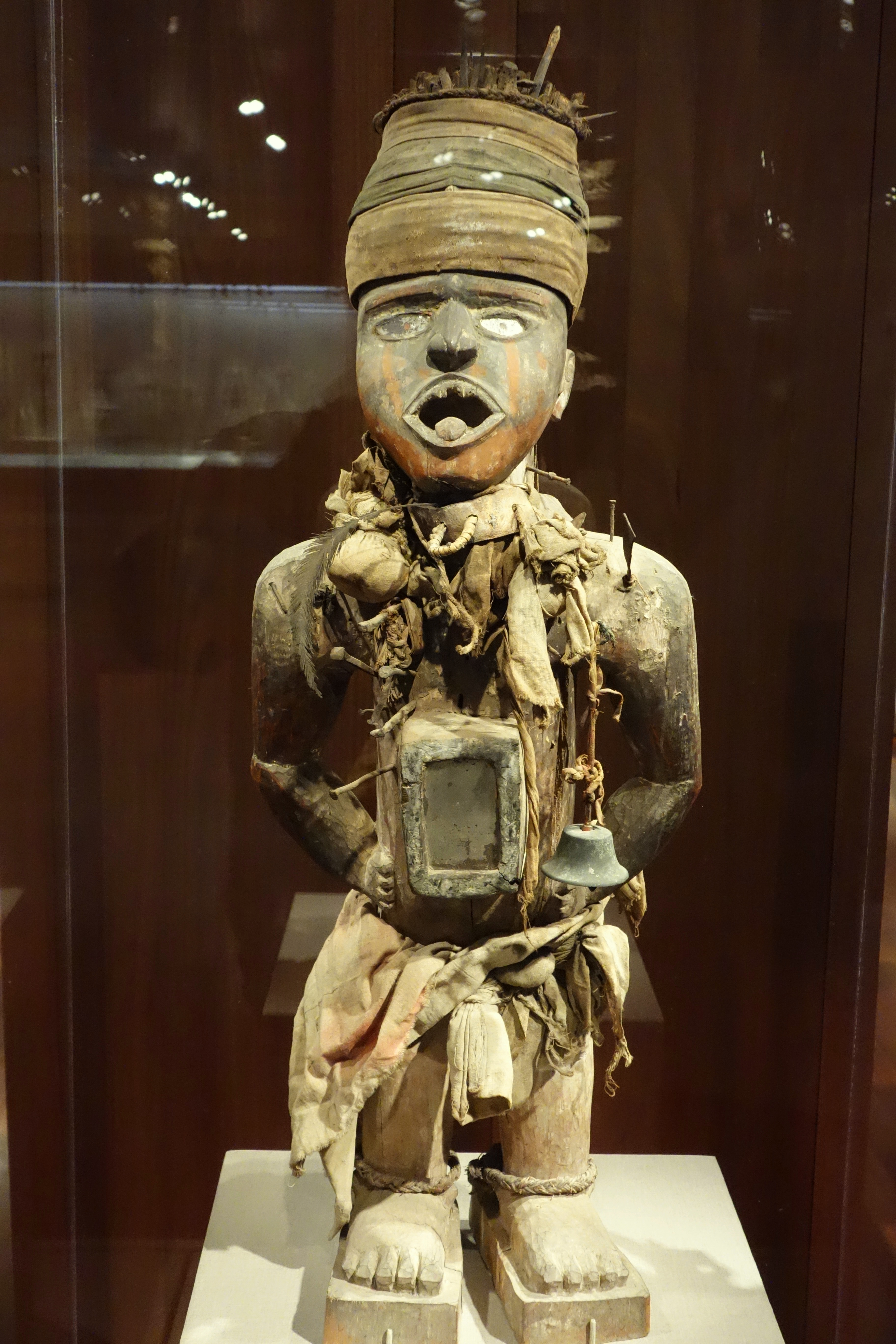
Nkisi Nkondi (Museu De Young de San Francisco)

## Filmografia
La pel·lícula del 2006, The Promise Keeper, gira al voltant d'una figura nkondi de mida real. Ací, els claus representen les promeses fetes pels que els van clavar a l'estatueta, i l'objecte cobra vida a la nit per a castigar els que no compleixen les seues promeses.